# 柴五郎
柴 五郎（しば ごろう、1860年6月21日〈万延元年5月3日〉 - 1945年〈昭和20年〉12月13日）は、日本の陸軍軍人。第12師団長・東京衛戍総督・台湾軍司令官・軍事参議官を歴任した。階級は陸軍大将。栄典は従二位勲一等功二級。柴四朗（東海散士）は兄。陸士旧3期。

## 経歴

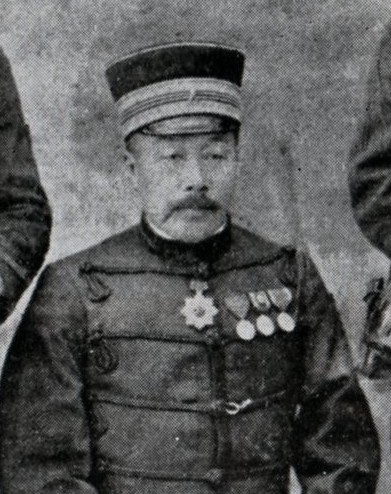
少年時代の柴を庇護した野田豁通。野田の娘は柴とは同藩出身の西義一に嫁ぎ、野田の甥石光真清の長男である石光真人は柴の遺書を編纂し、『ある明治人の記録』として出版した。

1860年（万延元年）に会津藩の上士（280石）である柴佐多蔵の五男として生まれた。会津戦争の籠城戦前に祖母・母・兄嫁・姉妹は自刃した。自刃前に親戚に預けられた五郎は親戚の山荘で隠れていたが、兄たちや父親と再会する。戦後は会津藩の武士階級は旧会津藩から移住することが決まり、藩主と同じ陸奥国斗南（青森県むつ市）への移住を選ぶ。共に会津藩出身の森雅守少佐（イタリアにて自殺）は斗南時代から行動を共にした陸士旧3期同期生である。藩校・日新館、青森県庁給仕を経て、1873年（明治6年）3月、陸軍幼年学校入校。

### 陸軍軍人
1877年（明治10年）5月、陸軍士官学校に進む。1879年（明治12年）12月、陸軍砲兵少尉に任官され、翌年12月に士官学校旧3期を卒業する。士官生徒第3期の柴の同期には、上原勇作元帥や内山小二郎・秋山好古・本郷房太郎各大将がいる。陸士旧3期の中将、大将の多くが柴、内山の名を友人として挙げている。陸士旧3期のリーダー格は上原勇作であったが、人間関係の輪の中心には内山、柴の両名がいたことは間違いない。個性が強く異なる人物たちと共通の友人であったことは稀有なことである。
卒業後の1881年（明治14年）7月、大阪鎮台山砲兵第4大隊小隊長に就任。1883年（明治16年）2月には近衛砲兵大隊小隊長に移る。1884年（明治17年）6月の参謀本部出仕を経て同年7月に陸軍中尉に進級し、同年10月には清国差遣を命ぜられ福州・北京に駐在する。
1888年（明治21年）5月、近衛砲兵連隊小隊長に就き、翌年3月陸軍砲兵射的学校を卒業する。11月、陸軍大尉に進級し、近衛砲兵連隊中隊長に進む。1890年（明治23年）2月、砲兵課員として陸軍省に勤め、同年5月から陸軍士官学校教官となる。1892年（明治25年）1月からの参謀本部第二局員を経て1894年（明治27年）3月、イギリス公使館附心得を命ぜられる。いわゆる駐在武官であるが8月に帰朝となる。同年11月、陸軍少佐に進級し、大本営参謀。翌1895年（明治28年）4月から日清戦争に出征し、5月に帰還、同年9月イギリス公使館附に復する。

#### 米西戦争視察
1898年（明治31年）5月15日、米西戦争の視察の命令を受けワシントンD.C.の日本公使館に着任、大使・星亨の紹介により陸軍長官アルジャーと面会して24日にワシントンを離れ、25日から6月1日までテネシー州チャタヌーガの陸軍キャンプで訓練を視察、8日の予定が遅れて13日にフロリダ州タンパ港から出港した。シャフター（William Rufus Shafter）少将指揮のアメリカ陸軍第五軍団（Fifth Army Corps）は22日にキューバのサンチャゴ・デ・クーバの東約16マイルのダイクイリに上陸を開始し、続いて24日には同じく8海里のシボネーに第1師団が上陸し、柴はこれに同行した。7月1日に米軍はエル・カネーとサン・ホアンへ攻撃を行い苦戦ながらも両地点を確保し、柴はこのうちサン・ホアンの攻防戦を観戦した。降伏の交渉が始まり、17日には入城式が執り行われ、この方面の主な戦闘は終結した。柴はサンチャゴ市内へ入りスペイン側からも攻防戦の情報を集め調査した。柴の乗った船は20日にサンチャゴを離れ、柴は続くプエルトリコ攻撃の観戦を希望したが、既に遠征軍は出撃しており、26日にタンパへ帰港した船で検疫のために足止めを受けて上陸は30日、8月1日にワシントンへ戻った。
12月、参謀本部出仕。翌年1月、参謀本部部員を命ぜられ8月に帰国する。

#### 清国駐在武官、義和団事件での奮戦
1899年（明治32年）10月の陸軍中佐進級を経て1900年（明治33年）3月、清国公使館附を命ぜられる。駐在武官として着任まもない5月、義和団の乱が起こる。暴徒が各国の大使館を取り囲み、日本公使館書記生の杉山彬やドイツ公使ケットレル（Clemens von Ketteler）が殺害される。柴は公使・西徳二郎の下で居留民保護にあたり、また他国軍と協力して60日に及ぶ篭城戦を戦い、その功を称えられる。当時、北京には日本の他に11カ国が公使館を持っており、うち日本を含む8カ国が多少の護衛兵を持っていたが、柴は事前に北京城およびその周辺の地理を調べ尽くし、さらには間者を駆使した情報網を築き上げていたことから、各国篭城部隊の実質的司令官であった。事変後、柴はイギリスのビクトリア女王をはじめ各国政府から勲章を授与された。英国の『タイムス』のジョージ・アーネスト・モリソンはその社説で「籠城中の外国人の中で、日本人ほど男らしく奮闘し、その任務を全うした国民はいない。日本兵の輝かしい武勇と戦術が、北京籠城を持ちこたえさせたのだ」と記した。なお、柴自身はアメリカ軍人が最も勇敢だったと評している。

#### 日露戦争
1901年（明治34年）3月、参謀本部附となり、同年6月から野砲兵第15連隊長に就任、1902年（明治35年）12月陸軍大佐に進級する。1904年（明治37年）4月から野戦砲兵第十五連隊長として日露戦争に出征し、1906年（明治39年）2月に帰還する。それまでの功績から4月1日、功二級金鵄勲章を受章する。同年3月、イギリス大使館附の辞令が発せられ、7月ロンドンに着任する。

#### 将官時代
1907年（明治40年）11月、陸軍少将に進級し、1908年（明治41年）12月に佐世保要塞司令官という当時「ヨウナイ司令官」と陰口をたたかれた閑職に就く。1909年（明治42年）8月就任の重砲兵第2旅団長の後、1911年（明治44年）12月に参謀本部附の身分で清国に出張する。
1912年（大正元年）9月、重砲兵第1旅団長となり、翌1913年（大正2年）8月に陸軍中将に進級するが、補職は下関要塞司令官であった。数々の武勲を立てた柴が閑職にあったのは陸軍大学校を出なかったからとも、朝敵である会津藩の出だからともいう。しかしその後、師団長を務めてからは大将街道に復帰する。
1914年（大正3年）5月には第12師団長に親補され、1917年（大正6年）5月25日に勲一等瑞宝章受章。1918年（大正7年）9月からの東伏見宮依仁親王のイギリス派遣にあたってはこれに随行する。1919年（大正8年）1月にイギリスより帰国するが、前年の大正7年7月に東京衛戍総督に親補されており、帰国後の大正8年8月には陸軍大将に親任された。大正8年11月に台湾軍司令官に、1921年（大正10年）5月に軍事参議官にそれぞれ親補され、1922年（大正11年）11月に待命、翌年の1923年（大正12年）3月に予備役被仰付、1930年（昭和5年）4月に退役。

### 晩年
1945年（昭和20年）、太平洋戦争敗戦後に身辺の整理を始め9月15日に自決を図った。柴は老齢のため果たせなかったが同年12月13日、その怪我がもとで病死する。享年85。
死去にあたり祭粢料の下賜があった。
墓所は故郷の会津若松市の恵倫寺にあり、同市のかつて兵営があったところに柴の生家跡をしめす石碑がある。

## 家族・親族
東海散士の筆名を持つ農商務次官・外務参政官、柴四朗は兄。養嗣子の柴平四郎は陸軍少将、娘は西原一策陸軍中将に嫁いだ。嫡孫の柴由一郎は1937年（昭和12年）時点で陸軍士官学校本科（15期）生徒である。

## 人物

### 義和団事件と日英同盟
義和団の乱の防衛戦で賞賛を浴び、欧米各国から数々の勲章を授与された。『タイムズ』の記者ジョージ・アーネスト・モリソンの報道も相俟ってリュウトナンコロネル・シバ（柴中佐）は欧米で広く知られる最初の日本人となった。『北京籠城』の著者ピーター・フレミングは「日本を指揮した柴中佐は、籠城中のどの士官よりも有能で経験も豊かであったばかりか誰からも好かれ、尊敬された」と記した。
陸軍部内きっての中国通（支那通）としても知られ、事ある毎に中国へ派遣された。義和団の乱において総指揮を取ったイギリス公使クロード・マクドナルドは、共に戦った柴と配下の日本兵の勇敢さと礼儀正しさに大いに心を動かされ深く信頼するようになり、1901年の夏の賜暇休暇中に英国首相ソールズベリー侯爵と何度も会見し、7月15日には日本公使館に林董を訪ねて日英同盟の構想を述べ、以後の交渉全てに立ち会い日英同盟締結の強力な推進者となった。このことから柴は日英同盟のきっかけをつくった影の立役者として評価されている。

### 薩摩藩への反感
故郷の会津が薩摩勢に甚大な被害をもたらされ、自らの家族も犠牲にあったため、薩摩の西郷隆盛や大久保利通の死を「一片の同情もわかず、両雄非業の最期を遂げたるを当然の帰結なり」として喜んだと回顧している。移住先で陸軍幼年学校に入ることに決める。陸幼時代には薩摩の西南戦争、西郷隆盛の自刃、大久保利通の暗殺に接し、「芋征伐仰せ出されたりと聞く、めでたし、めでたし」と日記に記しているなど反薩摩の感情がうかがえる。

## 栄典
位階
- 1880年（明治13年）5月31日 - 正八位[14]
- 1884年（明治17年）8月30日 - 従七位[14][15]
- 1891年（明治24年）12月28日 - 正七位[14][16]
- 1894年（明治27年）12月26日 - 従六位[14][17]
- 1899年（明治32年）12月20日 - 正六位[14][18]
- 1903年（明治36年）3月30日 - 従五位[14][19]
- 1907年（明治40年）12月27日 - 正五位[14][20]
- 1913年（大正2年）1月30日 - 従四位[14][21]
- 1915年（大正4年）3月1日 - 正四位[14][22]
- 1918年（大正7年）3月20日 - 従三位[14][23]
- 1921年（大正10年）4月11日 - 正三位[14][24]
- 1923年（大正12年）4月20日 - 従二位[25]

勲章等
- 1890年（明治23年）3月10日 - 大日本帝国憲法発布記念章[26]
- 1893年（明治26年）11月29日 - 勲六等瑞宝章[27]
- 1895年（明治28年）
  - 10月18日 - 単光旭日章・功四級金鵄勲章[28]
  - 11月18日 - 明治二十七八年従軍記章[29]
- 1897年（明治30年）11月25日 - 勲五等瑞宝章[30]
- 1901年（明治34年）7月19日 - 功三級金鵄勲章・勲三等旭日中綬章[31]
- 1906年（明治39年）4月1日 - 功二級金鵄勲章・明治三十七八年従軍記章[32]
- 1910年（明治43年）5月20日 - 勲二等瑞宝章[33]
- 1915年（大正4年）11月10日 - 大礼記念章（大正）[34]
- 1917年（大正6年）5月25日 - 勲一等瑞宝章[35]
- 1920年（大正9年）11月1日 - 金杯一組・大正三年乃至九年戦役従軍記章[36]

外国勲章等佩用允許
- 1894年（明治27年）10月10日 - カンボジア王国：ロイヤル・デュ・カンボジュ勲章オフィシエ[37]
- 1902年（明治35年）9月25日
  - オーストリア＝ハンガリー帝国：鉄冠第二等勲章[38]
  - イタリア王国：聖マウリッツィオ・ラザロ勲章コマンドール[38]
- 1903年（明治36年）3月9日 - 大清帝国：第二等第二竜宝星[39]
- 1907年 （明治40年）5月7日 - 英国：ロイヤル・ヴィクトリア勲章；名誉コマンダー[40]

## 著書

### 編纂
- 柴五郎 述、大山梓 編『北京籠城』平凡社東洋文庫、1965年。ISBN 4-256-80053-0。

## 人物像
会津藩上士の五男として生まれ、戊辰戦争（1868年）で祖母・母・姉妹を失うという壮絶な幼少期を経験しながらも、学び続ける姿勢を貫いた努力家であった。特に少年時代には、飢餓と寒冷の斗南移住を経て、士族に課せられた学僕（奨学生兼使用人）の身分であっても、礼節を失わず学問に励んだことが、自身の回想録『ある明治人の記録』に記されている。
北清事変（義和団事件、1900年）では、清国公使館附武官として北京籠城戦の陣頭指揮を執り、英語・フランス語・中国語に堪能な語学力を背景に、8カ国連合軍の各部隊と連携しながら公使館防衛を成功に導いた。その勇猛果敢かつ節度ある振る舞いは、各国外交官・婦人たちの尊敬を集め、のちに「サムライ・ジェントルマン」と称された。英タイムズ紙は社説で「公使館区域の救出は日本の力によるものと全世界は感謝している。日本人ほど男らしく奮闘し、その任務を全うした国民はいない」と絶賛したことが記録されている。
日露戦争（1904–05年）では野戦砲兵第15連隊長として出征し、その功績から帰国後すぐに功二級金鵄勲章を受章している。また、1890年5月には陸軍士官学校教官に任命された1890年5月には陸軍士官学校教官に任命された。
軍人としての厳格さと同時に、常に自らを鍛錬し学び続ける「文武両道」の姿勢を生涯貫き、85歳で逝去するまで教育者としても高い評価を受けた<ref　name="NDL_Portrait_275"/>。このような柴五郎の姿は、同時代の記録や後世の研究書においても「武勇と教養を兼ね備えた典型的な明治の武人像」として評価されている。

## 柴五郎を演じた人物
- 伊丹十三 - 映画『北京の55日』（1963年、アメリカ。当時は「伊丹一三」名）
- 中村俊昭 - テレビドラマ『田原坂』（1986年、日本テレビ）
- 田中隆三 - テレビドラマ『蒼穹の昴』（2010年、NHK BS hi、NHK総合）

## 関連書籍
- 石光真人『ある明治人の記録：会津人柴五郎の遺書』中央公論社〈中公新書〉、1971年。ISBN 4-12-100252-0。
- 大山梓 編 『北京籠城（柴五郎）、北京籠城日記（服部宇之吉）』
平凡社東洋文庫、1965年／ワイド版平凡社東洋文庫、2003年 ISBN 4256800530－編者は大山巌の嫡孫
  - 元版 『北京籠城』 軍事教育会、明治35年（1902年）7月
- 村上兵衛『守城の人－明治人柴五郎大将の生涯』 光人社 1992年／光人社NF文庫、新装版2013年 ISBN 476982338X
- 襲田健 『幕末・会津藩士銘々伝（下）－ 柴五郎』 新人物往来社　2004年　ISBN 4404032021
- 『会津若松市史18　会津の人物 － 柴四朗・五郎』 会津若松市編　2005年
- 小山矩子『日本人の底力 　陸軍大将・柴五郎の生涯から』 文芸社　2007年
- 斎藤聖二『北清事変と日本軍』 芙蓉書房　2006年
- 中井けやき『明治の兄弟　柴太一郎、東海散士柴四朗、柴五郎』 文芸社　2008年
- 西部邁、佐高信「石光真人 編著『ある明治人の記録　会津人柴五郎の遺書』」『西部邁と佐高信の快著快読』光文社、2012年10月、267-301頁。ISBN 978-4-334-97716-0。
- 浅田次郎 『蒼穹の昴』 講談社 全2巻／講談社文庫 全4巻。続編に『珍妃の井戸』同
- 松岡圭祐『義和団の乱』 講談社 2018年3月 ISBN 4062210266
- ウッドハウス 暎子『北京燃ゆ―義和団事変とモリソン』  東洋経済新報社 (1989/12/1)